# مريم حيدر زاده
مريم حيدر زاده (بالفارسية: مریم حیدرزاده) (20 نوفمبر 1977 في طهران، إيران - )؛ موسيقية ومغنية إيرانية، بدأت الغناء في العام 1996، وإضافة إلى مجالها الموسيقي، فهي كاتبة، شاعرة، وشاعرة غنائية.

## وصلات خارجية
- مريم حيدر زاده على موقع ميوزك برينز (الإنجليزية)